# Костриця Порція
Костриця Порція, костриця Порціуса (Festuca porcii) — вид однодольних квіткових рослин з родини злакових (Poaceae).

## Опис
Це багаторічна рослина 60–100 см. Стебла внизу вкриті коричнево-червоними піхвами. Язичок дуже короткий, по краю війчастий. Листки нещільно вздовж складені, стеблові 3–4 мм завширшки, на вегетативних пагонах до 2.5 мм завширшки. Суцвіття 12–16 см завдовжки, багатоколоскові. Колоски 8–12 мм завдовжки. Нижні квіткові луски 4–6 мм завдовжки, з остюком до 2 мм завдовжки. Цвітіння: липень і серпень.

## Поширення
Вид росте в Україні й Румунії.
В Україні росте на кам'янистих оголеннях (на більш зволожених місцях), на берегах струмків, гірських озер і боліт у захищених від вітрів лощинах, по краю улоговин (сніжників), розташованих на схилах, переважно північних експозицій — у субальпійському та альпійському поясах Карпат, досить рідко.